# Костяни
Костяни́ —  село в Україні, у Синівській сільській громаді Роменського району Сумської області. Населення становить 69 осіб. Колишній орган місцевого самоврядування — Колядинецька сільська рада.
Після ліквідації Липоводолинського району 19 липня 2020 року село увійшло до Роменського району.

## Географія
Село Костяни розташоване за 0.5 км від села Греки, за 1 км від села Вовкове та за 1.5 км від села Колядинець.
По селу тече струмок, що пересихає із загатою.

## Історія
- Село постраждало внаслідок геноциду українського народу, проведеного урядом СРСР 1923-1933 та 1946-1947 роках.